# Carex capilliformis
Carex capilliformis är en halvgräsart som beskrevs av Adrien René Franchet. Carex capilliformis ingår i släktet starrar, och familjen halvgräs. Inga underarter finns listade i Catalogue of Life.